# Прибулець Ванюша
«Прибулець Ванюша» - кукукольний мультфільм про дружелюбного прибульця, що прилетів на планету Земля, випущений кіностудією «Союзмультфільм» у 1990.
Мультфільм є другим фільмом з  тетралогії про прибульця Ванюші: «Прибулець в капусті»,«Прибулець Ванюша», «Ванюша і космічний пірат» і «Ванюша і велетень».

## Сюжет
Настає відлига, і , для порятунку виліпленої зі снігу « снігової баби » , Дід з прибульцем Ванюшою везуть її на далеку планету. Там сонце охололо, завжди холодно і «снігова баба» не може расстаял .
На цій планеті Дід і Ванюша піддаються нападу хижої Комети, яка харчується космічсекімі кораблями.
Комету привозять з собою на Землю, в село, де Комету вдається приручити і одомашнити.

## Творці
- Сценарист — Роман Качанов-молодший (псевдонім Р.Губин)
- Композитор — М. Соколов
- Режисери — Володимир Данилевич, Ольга Панокіна
- Художник-постановник — Катерина Михайлова
- Аніматори — Тетяна Молодова, Ольга Панокіна
- Оператор — Володимир Сидоров
- Ляльки і декорації виготовили: Павло Гусєв, Володимир Конобеєв, Наталія Барковская, Ніна Молева, Наталія Грінберг, Юрій Аксьонов, Надія Лярская, Олександр Бєляєв
- Ролі озвучували: Алефтіна Євдокимова, Світлана Харлап, Борис Новиков, Всеволод Ларіонов, Олександра Турган
- Звукооператор — Борис Фільчиков
- Монтажер — Галина Філатова
- Редактор — Наталя Абрамова
- Директор знімальної групи — Григорій Хмара